# Артижа (Мисисипи)
Артижа (енгл. Artesia) град је у америчкој савезној држави Мисисипи.

## Демографија
По попису из 2010. године број становника је 440, што је 58 (-11,6%) становника мање него 2000. године.
| Група             | 2000.       | 2010.       |
| Белци             | 96 (19,3%)  | 56 (12,7%)  |
| Афроамериканци    | 395 (79,3%) | 372 (84,5%) |
| Азијати           | 1 (0,2%)    | 5 (1,1%)    |
| Хиспаноамериканци | 4 (0,8%)    | 2 (0,5%)    |
| Укупно            | 498         | 440         |